# Lőrinc Aladárné Molnár Vilma
Lőrincz Aladárné Molnár Vilma (Istensegíts, Bukovina, 1929. december 12. –) szövőasszony, a Népművészet Mestere.

## Élete
Családjában öröklődött a szövés, hímzés tudománya: édesanyja, anyósa egyaránt művelte. Kicsi gyerekkortól volt kitől tanulnia. Az elsők között végezte el Tolna megyében a díszítőművészeti tanfolyamot (1966). 1964-ben kapta meg az első arany oklevelet egy megyei kiállításon, s akkor kezdte el hinni is, hogy valóban jó és fontos, értékes az, amit csinál. Majdnem minden meghirdetett szőttespályázaton, kiállításon részt vett. Rá jellemző szerénységgel, díjait nem tartotta számon, pedig Gránátalma-díj (1975) és több országos I-III. díj és Sárközi-emlékdíj is van közöttük. Nemcsak egyéni, saját tervezésű munkáival, hanem gyermek- és felnőtt szakköreiben végzett eredményes tevékenységével is országos elismerést, hírnevet szerzett. Majoson ma is van még szakköre, amit folyamatosan indított az érdeklődőknek 1963 óta, de tanított Zombán, Bonyhádon és bárhol, ahol igényelték. Nyers színben tartott, anyagában mintás kender vagy pamutvászonból készült bordó vagy fonallal mintázott párnái, terítői, falvédői és egyéb lakástextiljei meleg díszei a mai lakásnak is. 1969-ben népi iparművész, 1970-ben Népművészet Mestere címet kapott.